# Epacmus litus
Epacmus litus är en tvåvingeart som först beskrevs av Daniel William Coquillett 1886.  Epacmus litus ingår i släktet Epacmus och familjen svävflugor. Inga underarter finns listade i Catalogue of Life.